# 青空 (雑誌)
『青空』（あおぞら）は、日本の文芸雑誌。1925年（大正14年）1月に、東京帝国大学在学中の梶井基次郎、中谷孝雄、外村茂らが創刊した同人雑誌である。誌名は、快晴の青空を見たことと、武者小路実篤の詩の一節「さわぐものはさわげ、俺は青空」にちなんで付けられた。梶井基次郎の代表作となる「檸檬」「城のある町にて」が、活字で掲載された最初の出版雑誌として知られる。
参加した同人には、稲森宗太郎、淀野隆三、飯島正、三好達治、北川冬彦、阿部知二、古澤安二郎などがいた。アマチュアの同人雑誌として創刊されながらも、多様なメンバー構成の点などからも近代文学史の中で果たした役割は大きく、意義のある雑誌である。

## 時代背景
明治の後期から東京帝国大学系の同人雑誌『新思潮』などはあったものの、大正期になり民衆芸術運動や大正教養主義の影響で、中学・高校生から文学活動を始める青少年が増え始め、『白樺』の衛星誌や、京華中学高等学校出身者が1921年（大正10年）に創った『現代文學』などが発刊された。
これらの先駆的な流れから、数多くの同人雑誌が発行され、旧文壇的な商業主義とは違う「リトル・マガジン」を目指そうとする作家志望のアマチュアの若者たちの気運が高まっていた。
『青空』が創刊される前年の1924年（大正13年）6月には、東京帝国大学文学部の大宅壮一、飯島正、浅野晃らの第七次『新思潮』や、プロレタリア文学系の青野季吉、葉山嘉樹、平林初之輔の『文藝戦線』、10月には、川端康成、横光利一、片岡鉄兵ら新感覚派の『文藝時代』が創刊されるなど、文壇に近い新人作家らの間でも新たな文学的動きが活発な時期であった。
この1924年（大正13年）には他にも、白井喬二らの『大衆文藝』、木村庄三郎らの『青銅時代』（1月）、富永太郎、永井龍男、小林秀雄らの『山繭』（12月）が創刊された。
翌1925年（大正14年）は、梶井基次郎らの『青空』（1月）の他、藤沢桓夫、神崎清らの『辻馬車』（3月）、尾崎一雄らの『主潮』（4月）、中村武羅夫らの『不同調』（7月）、吉行エイスケ、久野豊彦らの『葡萄酒』（8月）、北川冬彦、阿部知二、舟橋聖一らの『朱門』（10月）、1926年（大正15年）には、田畑修一郎、火野葦平らの『街』（4月）、堀辰雄、中野重治らの『驢馬』（4月）などの同人雑誌が次々と創刊された。

## 同人結成の経緯

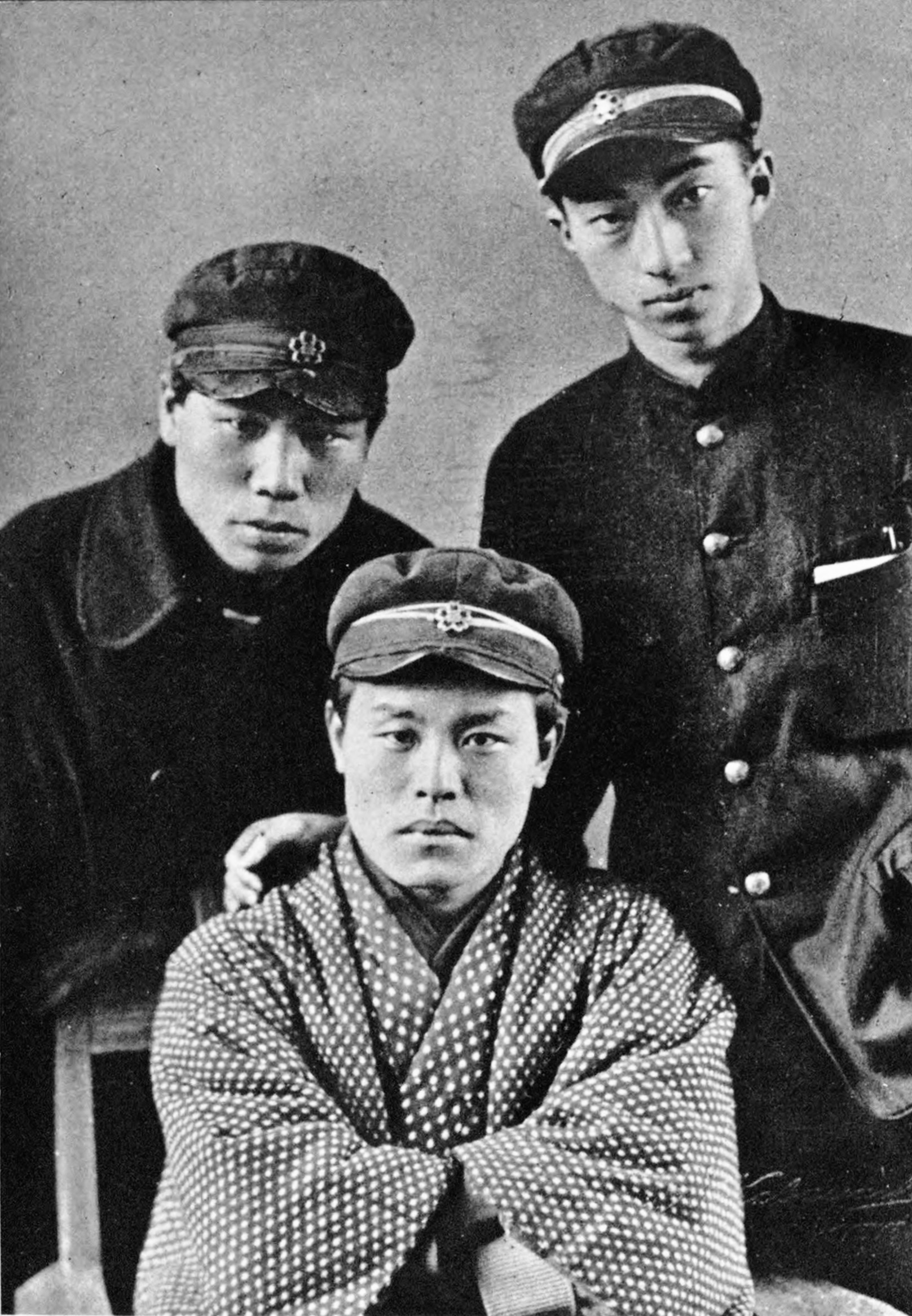
創刊者たち（三高時代）
左から梶井基次郎、中谷孝雄、外村茂

大宅壮一、飯島正、浅野晃らと同じ第三高等学校（現・京都大学 総合人間学部）を2年遅れで卒業し、1924年（大正13年）4月に大宅らと同じ東京帝国大学に進んだ梶井基次郎（文学部英文科）、中谷孝雄（文学部独文科）、外村茂（経済学部経済学科）は、大宅らが第七次『新思潮』発刊の計画をしていることを知って刺激され、自分たちも前々から創りたかった同人雑誌を発刊する計画を本格的に始動した。
京都から東京に来て、梶井基次郎は本郷区本郷3丁目18番地（現・文京区本郷2丁目39番13号）の蓋平館支店に下宿し、近くの本郷台町の高洲館に下宿先を決めた中谷孝雄と頻繁に行き来していた。父親が東京日本橋と高田馬場で蒲団木綿問屋の店舗を構えていた外村茂は、自宅別宅の麻布区麻布市兵衛町2丁目55（現・六本木）から通学し、この邸宅で婆やと2人で住んでいた。
3人は、三高出身の小林馨（文学部仏文科）、忽那吉之助（文学部独文科）の2人も同人に加えることにした。小林馨は三高劇研究会の仲間で、忽那吉之助は、中谷孝雄が落第して同クラスになった縁で親しくなり、帝大も同じ学科に進んでいた。もう1人、中谷の三重県立第一中学校（現・三重県立津高等学校）時代の後輩で、早稲田大学国文科の新進歌人・稲森宗太郎も仲間に誘った。
梶井、中谷、外村の3人は京都にいる時から、同人誌を創るとしたら誌名を「鴉」にしようかと話していた。これは三高劇研究会の会合の後によく通った祇園神社の石段下の北側の店「カフェー・レーヴン」からの思いつきで、エドガー・アラン・ポーの詩に「大鴉」があったことも由来していた。しかし梶井はこの「鴉」という名には不満を持っていた。

## 誌名決定
同年1924年（大正13年）5月初旬、同人6名は本郷4丁目の食料品店「青木堂」の2階にある喫茶店で第1回同人会を開いた。梶井基次郎は大宅壮一の第七次『新思潮』を強く意識し、一日でも早い創刊を主張したが、夏休みに帰省する者もいることから、創刊を秋にすることとした。6人は具体的な日取りや、資金は1人毎月3円ずつ積み立てて、広告も取ることなどを決め、本部の連絡場所を外村茂の家とした。
10月初め、中谷孝雄は平林英子との同棲を再開して、本郷菊坂下の下宿で世帯を持った。その下宿に集まった同人6人は、なかなか決まらなかった雑誌の正式名称を何にするかを改めて相談した。「薊」（あざみ）という名がいいと梶井基次郎は主張したが、水を揚げない花だと稲森宗太郎が助言して廃案となった。
英子が窓辺で中谷に、武者小路実篤の詩に「さわぐものはさわげ、俺は青空」というのがあると囁いた。英子は武者小路実篤の主催する「新しき村」に入村していた。その英子のヒントから、中谷は秋晴の美しい空を見上げながら「青空はいいな」と叫び、即座に梶井が賛同した後、他の4人も同意し「青空」に決定した。誌名が無事に決まり、6人は創刊号に載せる作品原稿の締め切りを10月末に決めた。

## 創刊号発刊
10月末、同人6人は原稿を持ち寄った。巻頭には、梶井基次郎の「檸檬」を掲載することが決まった。発売所は帝大前の郁文堂書店に依頼したが、印刷代が高額で予算を超えたため、そこでの印刷は断念した。なかなか適当な印刷所が見つからない中、稲森宗太郎の早稲田の友人・寺崎浩の父親が岐阜刑務所の所長をしていた伝手で、刑務所の作業部で印刷してもらえることになった。
11月末、外村茂と忽那吉之助が帰郷の途中に岐阜刑務所に原稿を渡した。校正や難しい漢字の植字などの事務連絡が郵便で往復して手間取り、創刊号発行は新年に延ばすことになった。雑誌が刷り上がり、12月26日、外村と梶井と中谷孝雄の3人は夜行列車で岐阜に向った。27日の早朝、到着した3人は長良川の水で顔を洗い、岐阜刑務所作業所で『青空』300部を受け取った。
半分の部数を外村茂の実家に送付し、残りの半数を携えて3人は京都に向った。彼らの劇研究会の後輩の浅沼喜実、浅見篤（浅見淵の弟）、北神正、熊谷直清（老舗鳩居堂の息子）、楢本盟夫、新加入の淀野隆三（文甲3年）、龍村謙（文乙2年）が販売協力のため円山公園にある料亭「あけぼの」で待っていた。
1925年（大正14年）1月1日、同人誌『青空』創刊号（第1巻第1号・通巻1号）が30銭で販売された。創刊号の掲載作は、「檸檬」（梶井基次郎）、「信」（忽那吉之助）、「暑熱」（小林馨）、「折にふれて」（蠑螈子）、「母の子等」（外村茂）、「初歩」（中谷孝雄）だった。蠑螈子は稲森宗太郎のペンネームで、稲森の作品だけ短歌（11首）で、あとは小説だった。
装幀（表紙デザイン）は忽那吉之助が手がけ、巻末には、帝大正門前の萬藤果物店、白十字堂、麻布区のキネマ旬報社の広告が掲載されていた。萬藤果物店と白十字堂の広告は、基次郎と稲森が取って来たものだった。キネマ旬報社は基次郎の三高時代からの友人・飯島正が映画評を書いていた出版社である。
『青空』創刊号は文壇作家には寄贈しなかった。文学界に認められたいという思いはあるものの、物欲しげな根性は避けたく、修業の身のうちは馬鹿と付くほどの頑なさや潔癖さを持つべきとの気概と美意識があった梶井基次郎が、「彼らは書店で（30銭を払って）買って読む義務がある」と主張したからだった。同人の間にも梶井の言葉に感動し同調する気風があった。
しかし書店に置いた無名の同人雑誌『青空』創刊号は、京都では1冊も売れず、やっと銀座で1冊売れて、それで祝杯をあげたほどだった。創刊号を手にとって読んだのは、同人と三高劇研究会の面々、その他、見知らぬ数人だけという結果だった。
『青空』創刊・第1号はほとんど知られることなく終り、6人が集まった同人合評会では中谷孝雄が梶井基次郎の「檸檬」を批判し、小説ではなく短歌を発表した稲森宗太郎に不満を述べるなどした。数日後、稲森は同人脱退を申し出た。健康上の理由もあった稲森は、短歌一筋に生きることを良しとした。

## 第2号以降
同人5名となって1925年（大正14年）2月20日に発行した『青空』第2号（第1巻第2号）には、忽那吉之助、外村茂、中谷孝雄、梶井基次郎が作品を持ち寄り、梶井は「城のある町にて」を掲載した。
第3号から、印刷所を麻布区六本木町5番地の秀巧舎に変更した。岐阜刑務所作業所は安く上がったが、遠距離で連絡の不便もあり、摩滅した活字が使用され、誤植も多いことから止めた。この第3号に作品を発表したのは、忽那と外村だけで、価格は15銭にした。
5月には、三高劇研究会の後輩たちが同人誌『真昼』を発刊した。『真昼』同人には、武田麟太郎、浅見篤、土井逸雄、楢本盟夫、清水真澄らがいた。6月発行の第4号からは、第三高等学校を卒業して東京帝国大学にやって来た浅沼喜実（法学部）と淀野隆三（文学部仏文科）が同人参加した。
梶井は、淀野から三好達治（文学部仏文科）を紹介され、三好も勧誘したが、まだこの時に三好は同人にはならなかった。淀野は無名状態の『青空』をなんとかするため、やはり著名作家へ贈呈するべきと提案し、この号から文壇作家に雑誌を送付した。梶井、中谷、外村の3人は、たまたま「新しき村」から上京していた武者小路実篤にも、創刊号から4号までを直接献呈した。
また同時期、梶井の三高時代の友人・小山田嘉一（法学部卒後に住友銀行入社）が「檸檬」を読んで感動し、それを同じ法学部だった北川冬彦（文学部仏文科に再入学）に勧め、北川も賞讃していた。北川と梶井は三高時代にお互い「江戸カフェー」で顔見知りであった。梶井は小山田の家で北川に再会し、同人に誘うが、まだこの時、北川も参加しなかった。
11月発行の第9号からは、随筆欄「真素木」を設けた。これは三高劇研究会の回覧雑誌『真素木』に由来した名称である。この月、外村茂は『文藝時代』から文芸時評を依頼されて寄稿したが、名前を誤植されて「外村繁」と印刷された。外村はその後それを筆名とした。
12月には、伏見公会堂と大津の公会堂で『青空』文芸講演会を開くなど広報活動をするが、大津での聴衆は7名（内2人は『真昼』同人）だった。
翌年1926年（大正15年）4月には、梶井基次郎の麻布区飯倉片町（現・港区麻布台）の下宿近くに住んでいた島崎藤村宅に『青空』第15号を直接献呈した。同人たちは資金集めのため広告取りに励むが、無理がたたって持病の結核が進んだ梶井は湯ヶ島温泉で転地療養を決め、世帯持ちの中谷孝雄や外村茂も生活に追われて、なかなか雑誌経営に専心することもままならなくなった。
雑誌は経営難のため、三高劇研究会の同人誌『真昼』との合同が模索されたが、この計画も実現しなかった。新たな同人加入もあったが、同人費を払えなくなって脱退する者もあり、定期購読者も少なく購買数も伸び悩んだため、最終的には1927年（昭和2年）6月の第28号をもって終刊となった。社会背景的には、昭和金融恐慌もあった。

## 終刊後
『青空』の終刊後、同人の阿部知二と古澤安二郎らが紀伊国屋書店から新しい同時雑誌『糧道時代』発刊の計画をし、梶井基次郎、外村茂、飯島正、北川冬彦だけを誘っていた。梶井は、そこに選ばれなかった同人共々と『青空』再興を目睹していたので、誘いを辞退した。
そのため、『糧道時代』は幻となり、その後1928年（昭和3年）2月創刊の同人誌『文藝都市』に発展した。『文藝都市』の同人は、坪田譲治、今日出海、舟橋聖一、蔵原伸二郎、尾崎一雄、浅見淵、阿部知二、古澤安二郎、ほか20人で、プロレタリア文学に対抗する「新人倶楽部」の機関誌として結成され、浅見淵から勧誘された梶井基次郎も消極的ながらも参加した。
その後、井伏鱒二、飯島正、淀野隆三、中谷孝雄も『文藝都市』同人に加わった。中谷と淀野の参加は梶井が蔵原に直々に頼み込んで実現できた。梶井は、この『文藝都市』に「蒼穹」「ある崖上の感情」を発表した。

## 文学史的評価
同人誌『青空』は、当時あまり文壇に注目されることのなかったアマチュア雑誌で、特に主義主張を掲げたものでなかったが、その後に著名となる梶井基次郎、外村繁、中谷孝雄が結成していた同人雑誌として、近代文学史的に意義のある雑誌である。また参加同人メンバーの多様性からも『白樺』や『文藝時代』、戦後の『近代文学』と同様の特色がある。
『青空』掲載作品での最初の外部的な評価として特筆できるのは、梶井基次郎が1926年（大正15年）7月の第17号に掲載した「川端康成第四短篇集『心中』を主題とせるヴアリエイシヨン」に、田中西二郎（東京商科大学予科）が感心を寄せていたことである。当時、田中は金を出してこの号を買っていた。
田中西二郎はその後、中央公論社に入社し、梶井に執筆依頼することになるが、その『中央公論』に掲載された「のんきな患者」は梶井が生前発表した最後の小説となった。
1926年（大正15年）8月中旬には、やはり梶井の作品に着目した雑誌『新潮』の編集者・楢崎勤が、同誌10月新人特集号への寄稿を梶井に依頼するが、猛暑と持病の結核のために、原稿の完成が思ったように進まず、梶井は9月に新潮社に詫びに行った（この未完の作品が、のち「ある崖上の感情」となった）。
この『新潮』10月新人特集号に執筆依頼され寄稿した新人は、藤沢桓夫、林房雄、舟橋聖一、久野豊彦、尾崎一雄、浅見淵などがいて、破約したのは梶井基次郎だけだった。もしも梶井がこの『新潮』に発表していれば、文壇への足掛かりとなった最初の絶好の機会であった。
梶井が湯ヶ島で執筆し、24号と26号に掲載された「冬の日」も好評で、室生犀星から讃辞された。湯ヶ島で梶井から25号を手渡された川端康成は、そこに掲載されていた外村茂の小説「節分まへ」を褒め、讃辞の手紙を送るために外村の自宅の住所を訊ねた。
梶井は終刊後の1928年（昭和3年）12月に、同人誌『青空』について以下のように振り返っている。

## 同人一覧

### 創刊メンバー
- 梶井基次郎（東京帝国大学文学部英文科）
  - 大阪府立北野中学校（現・大阪府立北野高等学校）、第三高等学校（現・京都大学 総合人間学部）理科甲類（英語必修）卒。三高劇研究会。
  - 東京市麻布区飯倉片町32番地（現・港区麻布台3丁目4番21号）の堀口庄之助方の住所が青空社となる（通巻13号-通巻28号）
- 中谷孝雄（帝大文学部独文科）
  - 三重県立第一中学校（現・三重県立津高等学校）、第三高等学校文科乙類（ドイツ語必修）卒。三高劇研究会。
- 外村茂（帝大経済学部経済学科）
  - 滋賀県立膳所中学校（現・滋賀県立膳所高等学校）、第三高等学校文科甲類卒。三高劇研究会。
  - 東京市麻布区麻布市兵衛町2丁目55（現・六本木）の住所が青空社となる（通巻1号-通巻7号）
  - のち筆名を外村繁にする。
- 小林馨（帝大文学部仏文科） - 1号から26号まで
  - 秋田県立大館中学校（現・秋田県立大館鳳鳴高等学校）、第三高等学校文科丙類（フランス語必修）卒。三高劇研究会。
  - 創刊号に掲載した「暑熱」の他に小説は、「HALLUCIATION MAUVAISE」、「春の感情ーー我が影に花と思の嘆きをーー」しか執筆していない[要出典]。
- 忽那吉之助（帝大文学部独文科、のち国文科） - 1号から26号まで
  - 愛媛県出身。第三高等学校文科乙類卒。三高ラグビー部。
- 稲森宗太郎（早稲田大学国文科） - 1号のみ
  - 三重県立第一中学校、第一早稲田高等学院卒。窪田空穂に師事し、早稲田同人誌『自画像』に和歌や小説を発表。島村民蔵主催の演劇研究会に参加。

### 参加メンバー
- 千賀太郎 - 第3号のみ
- 淀野隆三（帝大文学部仏文科） - 4号から
  - 京都府立京都第二中学校（現・京都府立鳥羽高等学校）、第三高等学校文科甲類卒。三高劇研究会。野球部。
  - 東京市小石川区小日向台町2（現・文京区小日向）の住所が青空社となる（通巻8号-通巻11号）
  - 東京市下谷区上野桜木町45（現・台東区上野桜木）の清水澄方の住所が青空社となる（通巻12号）
- 浅沼喜実（帝大法学部） - 4号から
  - 鳥取県立鳥取第一中学校（現・鳥取県立鳥取西高等学校）、第三高等学校文科甲類卒。三高劇研究会。
  - のちに筆名・湖山貢。
- 北神正（帝大法学部） - 10号。17号から23号まで。
  - 兵庫県立第一神戸中学校（現・兵庫県立神戸高等学校）、第三高等学校文科甲類卒。三高劇研究会。
  - 筆名は金子勝正。その後、本名の北神正で発表。
- 清水芳夫（京都市立絵画専門学校本科） - 10号から26号まで
  - 京都府立京都第二中学校卒。淀野隆三の友人。伏見新町出身。装幀を一新する時に、清水蓼作の名義で装幀を担当。1926年（大正15年）4月、聖徳太子奉讃展で「早春之道」が入選。

- 飯島正（帝大文学部仏文科） - 12号から
  - 東京府立第一中学校（現・東京都立日比谷高等学校）、第三高等学校文科丙類卒。第七次『新思潮』同人。
- 三好達治（帝大文学部仏文科） - 16号から
  - 陸軍士官学校中退、第三高等学校文科丙類卒。
- 北川冬彦（帝大法学部フランス法、文学部仏文科） - 22号から
  - 第三高等学校文科丙類卒。『亜』同人。帝大文芸部の『朱門』同人。
  - 本名は田畔忠彦。
- 浅見篤（第三高等学校文科丙類落第） - 22号から27号
  - 三高劇研究会。『真昼』同人。浅見淵の弟。
- 龍村謙（帝大美学美術史学科） - 22号から
  - 第三高等学校文科乙類卒。三高劇研究会。
- 阿部知二（帝大文学部英文科） - 22号から
  - 第八高等学校卒。『朱門』同人。
- 古澤安二郎（帝大文学部英文科） - 22号から
  - 第八高等学校卒。『朱門』同人。
- 松村一雄（帝大国文科） - 25号から
  - 第八高等学校卒。
- 青木義久（京都府立医大） - 27号から
  - 第三高等学校卒。

『青空』同人ではないが、三高劇研究会後輩で『真昼』同人の武田麟太郎が、21号に短編「ストライキ」を寄稿したこともある。

## 麻布派と本郷派
1925年（大正14年）6月、『青空』第5号（7月1日発行）の準備の頃から7名中の同人の間に、下宿の居住地域などの違いで「麻布派」と「本郷派」という呼び名ができ、やや対立的なものが生れた時があった。
最初は冗談で言っていたが、同人会の議論の場で、「本郷派は困るなあ」などという言い合いが出始め、様々なことがその対立のせいのように梶井基次郎には思えて、疑心暗鬼になったこともあった。
- 麻布派：梶井基次郎、外村茂、淀野隆三
- 本郷派：中谷孝雄、浅沼喜実、忽那吉之助

夏休みの頃になり、外村茂の父親が麻布市兵衛町の家を引き払ったため、外村は千葉県東葛飾郡市川町（現・市川市）に移り、淀野隆三も小石川区小日向台町（現・文京区小日向）に引っ越した。彼らとの密な交流が減ってしまった梶井は、中谷孝雄が裏で煽動したのではないかと妄想したこともあったが、じきにこの対立感は自然消滅した。

## その他

### 装幀者
- 忽那吉之助（1号-10号、15号-19号） - 6種類
- 本庄俊一（11号-14号） - 1種類
- 清水蓼作（清水芳夫）（20号-22号、27号-28号）[注釈 5] - 2種類
- 吉田謙吉（23号-26号） - 1種類（望遠鏡の絵）
  - 川端康成の『伊豆の踊子』の装幀者。梶井基次郎が湯ヶ島で『伊豆の踊子』の校正を手伝い、その地で川端を通じて知り合ったのが縁で、『青空』の装幀を担当。夜、吉田の望遠鏡を梶井がよく覗いていたことから、望遠鏡の絵となった[20][36]。両手で構えた望遠鏡のレンズに、小さなスケッチが描き込まれていて、23号には伊豆山温泉で採集した庭石の上に置かれた下駄、24号には越後三条町で見た洗濯物、25号には京橋築地河岸採集の魚箱と網に干されたシャツともんぺが写っている図案になっている[36]。

### 委託発売所
- 郁文堂書店（1号-19号）
- 東京堂、東海堂、北隆、大東館（20号-28号）

### 印刷所
- 岐阜刑務所作業所（1号-2号） - 岐阜県岐阜市美江寺町58番地
- 秀巧舎印刷所（3号-28号） - 東京市麻布区六本木町5番地（3号-4号）。麻布区三河台町2番地（5号以降）

※ 印刷部数は300部（1号-7号）、500部（8号-14号）、1000部（15号-22号）、2000部（20号-28号）

### 掲載広告
- 萬藤果物店（兼フルーツパーラー） - 東京市本郷区本郷東京帝国大学正門前
- 白十字堂（喫茶・洋菓子） - 本郷帝大前
- キネマ旬報社（出版社） - 麻布区今井町35
- ケーアイ洋服店 - 本郷区森川町第一高等学校前
- 太田屋商店（スポーツ用品） - 本郷区4丁目角
- 文華堂（文具） - 本郷区森川町一高前
- 燕楽軒（飲食店） - 本郷区本郷
- 萬屋洋酒食料店 - 麻布区六本木町
- 美満津（スポーツ用品） - 本郷東京帝大赤門前
- 熊谷鳩居堂（文具） - 京橋区銀座尾張町
- 郁文堂書店（新刊書） - 本郷区森川町、帝国大学正門前
- 西川誠光堂書房（新刊書） - 京都府京都市左京区東丸太町
- 文芸美術演劇評論同人誌『藝術運動』
- 房州館山海岸ホテル（燕楽軒経営）
- 誠志堂書籍部 - 麻布区六本木町
- 誠志堂新館（飲食店） - 麻布区六本木町
- 三高劇研究会同人誌『真昼』
- パラダイス洋酒店 - 本郷区森川町1番地
- 雑誌『橡』
- 松屋呉服店（百貨店） - 京橋区銀座尾張町
- 杏花楼（支那料理） - 元本郷資生堂跡
- 宇賀医院（外科花柳病科） - 本郷区駒込吉祥寺15番地
- 三越呉服店（百貨店） - 日本橋区駿河町
- 教明社（洋書） - 本郷区本郷5丁目5番地
- 佐藤農花園 - 本郷区本郷3丁目交差点際
- 富士屋製帽部 - 本郷区森川町大学前通り
- 森井書店（古書） - 本郷区森川町大学正面前
- 髙島屋（百貨店） - 京橋区南伝馬町、京都烏丸松原上、大阪長堀橋南詰
- 秀巧舎印刷所 - 麻布区三河台町2番地
- 大橋書店（新刊、古書） - 本郷帝大前
- よし松（ミルクホール）- 本郷一高前
- 育成堂書店（新刊） - 本郷区森川町1番地
- 呑喜（おでん・寿司） - 本郷一高前
- 不二家（洋菓子製造・販売） - 京橋区銀座尾張町
- 三才社（仏蘭西語書籍） - 神田区一ツ橋通町16番地
- 紅屋（菓子・喫茶） - 本郷区森川町
- 丸菱呉服店（百貨店） - 東京丸ビル
- 三角堂（西洋菓子） - 京橋交差点
- 辻村浩太郎著『強い男』（人間群社）
- 喜多床（理髪店） - 本郷帝大正門前
- 豊国（牛鳥鮮魚料理） - 本郷区役所横 大学外来門前
- カフェー・ドラド – 武蔵小山駅西南
- 宮澤工作所銀座店（装飾家具） - 京橋区銀座尾張町松坂屋並び
- 堀内製本所 - 本郷追分8番地
- 棚澤書店（新刊） - 本郷森川町31番地
- 武蔵野書院（出版社） - 小石川区目白台
- 正直屋（うなぎ・江ノ島料理） - 麻布区六本木通
- サヱグサ（婦人子供衣料品） - 京橋区銀座
- 北川冬彦詩集『検温器と花』（ミスマル社）
- 月刊詩歌文芸誌『艸合』（艸合社）
- 睦屋（室内装飾品） - 京橋区銀座
- カフェー・プランタン - 京橋区銀座通り
- Tailor Y.Y.Wong（紳士服） - 京橋区銀座3丁目14番地
- 灰吹屋薬局 – 四谷見附外
- 雑誌『映画往来』（キネマ旬報社）
- 松翠閣（旅館） - 本郷区根津須賀町27番地
- 福本書院（洋書輸入専門） - 本郷区本郷4丁目21番地
- 熱海ホテル - 静岡県田方郡熱海町
- 紀伊国屋書店 - 新宿駅前
- 小林洋服店（学生服） - 本郷区森川町一高前
- 前田書店（古書） - 小石川区豊川町43番地
- 心座第5回公演『時は夢なり』（アンリ・ルネ・ルノルマン作・岸田国士訳）
- 村山知義作の公演・帝国ホテル演芸場
- 中島ベーカリー売店 - 本郷区本郷4丁目赤門通り西側